# Framski potok
Frámski pôtok je levi pritok Polskave iz vzhodnega Pohorja. Izvira v gozdu v bližini Mariborske koče in teče skoraj vse do Frama po ozki in strmi grapi proti jugovzhodu. Ta del doline je v celoti v metamorfnih kamninah (predvsem gnajs) in je ostal v povsem naravnem stanju. Nekoliko pod cesto Hoče–Areh je v strugi izrazita stopnja iz odpornejšega temnega amfibolita, prek katere pada potok v 12 m visokem Framskem slapu (tudi slap Skalca). Potok teče od tu naprej po gozdu v dnu ozke grape vse do iznad Frama, ko se ob njem pojavi nekoliko širša naplavna ravnica in prve hiše. Tudi tu je struga v celoti v naravnem stanju, potok teče po lastnih prodnih naplavinah med gosto obraščenimi brežinami. Dober kilometer niže priteče do naselja Fram, ki stoji na položnem vršaju. Skozenj teče potok po ozki regulirani strugi, tesno med hišami, pogosto nameščenimi tik ob njem.
Pod Framom so potok že pred stoletji razdelili na dva dela in vodo speljali po ločenih strugah do Račkih ribnikov. Na jožefinskem vojaškem zemljevidu iz druge polovice 18. st. (1763–1787) in dobrih sto let mlajšem zemljevidu (1869–1887) je lepo prikazano, kako je severni krak skupaj z Rančkim potokom napajal zgornje ribnike, južni krak pa je tekel naprej po vršaju do vasi Ješenca, tam zavil proti severovzhodu in se iztekal v današnji Veliki ribnik. Na spodnji strani je voda iz ribnika nadaljevala svoj tok proti jugu skozi vasi Zgornja Gorica in Spodnja Gorica. Tu je del vode postopoma izginil v prodne naplavine Dravskega polja, del pa se je pridružil vodam iz mokrotnih čretov pod vasjo Požeg in kot Reka tekel proti jugovzhodu vse do izliva v Polskavo južno od Župečje vasi.
Dandanes teče Framski potok pod Framom po povsem spremenjeni strugi, a se še vedno razveji kot nekoč. V spodnjem delu Frama teče vzdolž Turnerjeve ulice do nekdanje glavne ceste Maribor–Celje in nato ob njej proti severovzhodu. Tam se mu pridruži majhen Rančki potok in nato teče voda do Račkih ribnikov. Drugi del vode teče od raztočja po povsem novi umetni strugi proti jugu pod štajersko avtocesto. Pri vasi Požeg se vanj izliva Morski potok, nekoliko niže pa se voda steka v zadrževalnik Požeg. Po iztoku iz zadrževalnika teče voda pod železniško progo Maribor–Celje in nato po umetni strugi po ravnini mimo naselij Stražgonjca, Zgornje Jablane, Spodnje Jablane in Dragonja vas vse do izliva v Polskavo. Ta del Framskega potoka je speljan bolj ali manj po nekdanjem potoku Reka, ki je pritekal iz mokrotnih čretov pod vasjo Požeg. Ime Reka za ta del potoka je zapisano tako na starih avstrijskih kartah kot tudi na današnjih državnih topografskih kartah.  Tudi v drugih, nekoliko starejših virih se za ta del Framskega potoka uporablja ime Reka. 
Framski potok je bil v preteklosti pomemben vir vodne energije. V Framu je na njem delovalo več mlinov, više ob potoku nekaj manjših žag. S potokom je povezana tudi stoletna tradicija pridobivanja bučnega in drugih olj v Framu.
Veliki posegi v spodnjem toku potoka so bili izvedeni v okviru obsežnih melioracij ob spodnjem toku Polskave in njenih pritokih v letih 1976–1986. Ob tem so na srednjem toku zgradili zadrževalnik Požeg, ki je bil prvenstveno namenjen zadrževanju poplavnih voda, saj naj bi bila tudi sedanja umetna struga preozka za prevajanje velikih pretokov. Zadrževalnik so zgradili sredi mokrotnega gozda nekdanjih čretov, kar je bilo ugodno za njegovo ekološko oživitev. Danes je namenjen tudi gojenju ribjih mladic, zaradi bujnega življenja je skupaj z okoliškim mokrotnim gozdom vključen v Krajinski park Rački ribniki - Požeg, obenem tudi v območje Natura 2000 (Rački ribniki-Požeg), saj je izjemno pomemben kot bivališče številnih ptic, dvoživk, kačjih pastirjev ter drugih živalskih in rastlinskih vrst.